# Resultado do referendo sobre a permanência do Reino Unido na União Europeia em 2016
O resultado do referendo sobre a permanência do Reino Unido na União Europeia em 2016 foi divulgado no Reino Unido e Gibraltar em 24 de junho de 2016. A presença da Grã-Bretanha na Comunidade Econômica Europeia (o mercado comum), iniciado em 1973, sempre gerou debates e levou o então primeiro-ministro do país, David Cameron, a tomar medidas contra o bloco econômico que resultou no referendo.
De acordo com as regras estabelecidas pela lei, aprovada em 2015, que regulamentou o referendo, o país foi dividido em 382 locais de votação, em doze regiões: Inglaterra, onde a votação aconteceu em 362 distritos, em todas as autoridades locais, todo o distrito metropolitano, bem como o não metropolitano, as divisão administrativa, a cidade de Londres e as Ilhas Scilly. As nove regiões da Inglaterra, também foram usadas como locais de contagem de votos; os votos de Gibraltar foram somados ao do sudoeste do país. A Irlanda do Norte, contou com apenas um local de votação, bem como um único local para contagem dos votos, embora o resultado tenha sido anunciado pelo Palácio de Westminster. Na Escócia, o referendo foi realizado em 32 locais, sendo que os votos foram centralizados em um único lugar de apuração, assim como o País de Gales, que contou com 22 locais.
Este artigo lista, por local, todos os resultados do referendo ocorrido em 23 de junho de 2016, em todo o Reino Unido. Por 51,9% dos votos, diante de 48,1%, os britânicos escolheram abandonar a União Europeia.

## Legislação
Para que o referendo pudesse viabilizado com plenos efeitos jurídicos no Reino Unido e Gibraltar, dois documentos legislativos tiveram que ser criados. O Parlamento do Reino Unido, aprovou a Lei de Referendo da União Europeia em 2015, que não só permitiu a realização do referendo em si, como também definiu os locais, a pergunta, o formato e o quadro de funcionamento do plebiscito. O Parlamento de Gibraltar também aprovou a Lei de Referendo da União Europeia em 2016, que permitia a participação de todas as regiões da Grã-Bretanha. A Comissão Eleitoral, foi o órgão público que supervisionou todo o referendo, desde os partidos políticos, bem como a campanha, votação e apuração.

## Eleitores
Na terça-feira, 21 de junho de 2016, a Comissão Eleitoral anunciou o número oficial de leitores válidos, isto é, com direito a voto, no referendo, em cada um dos países constituintes do Reino Unido e Gibraltar. Os números incluem todos os cidadãos do Commonwealth, os norte-irlandeses, bem como os membros da Câmara dos Lordes, que não são elegíveis para votar na eleições gerais do Reino Unido, mas, são elegíveis para referendos.
| País        | Eleitores  |
| ----------- | ---------- |
| Reino Unido | 46.501.241 |

### Regiões da Inglaterra
| Regiões                            | Eleitores |
| ---------------------------------- | --------- |
| Leste da Inglaterra                | 4.398.430 |
| Londres                            | 5.424.289 |
| Midlands Ocidentais                | 4.116.199 |
| Midlands Orientais                 | 3.385.057 |
| Nordeste da Inglaterra             | 1.934.228 |
| Noroeste da Inglaterra             | 5.237.900 |
| Sudeste da Inglaterra              | 6.472.915 |
| Sudoeste da Inglaterra e Gibraltar | 4.138.015 |
| Yorkshire e Humber                 | 3.873.908 |

### Países constituintes
| Países constituintes | Eleitores  |
| -------------------- | ---------- |
| Escócia              | 3.988.492  |
| Gibraltar            | 24.117     |
| Inglaterra           | 38.956.824 |
| Irlanda do Norte     | 1.260.955  |
| Gales                | 2.270.743  |

## Reino Unido
O resultado do referendo realizado em todo o Reino Unido e Gibraltar foi anunciado por Jenny Watson, chefe da Comissão Eleitoral Especial, criado para organizar o referendo. O anúncio foi feito em 24 de junho de 2016, na Prefeitura de Manchester. Watson anunciou os seguintes números:

Sair
Permanecer

| Referendo sobre a permanência do Reino Unido na União Europeia (2016) | Referendo sobre a permanência do Reino Unido na União Europeia (2016) | Referendo sobre a permanência do Reino Unido na União Europeia (2016) |
| Escolha                                                               | Votos                                                                 | %                                                                     |
| --------------------------------------------------------------------- | --------------------------------------------------------------------- | --------------------------------------------------------------------- |
| Sair da União Europeia                                                | 17.410.742                                                            | 51,89%                                                                |
| Permanência na União Europeia                                         | 16.141.241                                                            | 48,11%                                                                |
| Votos Válidos                                                         | 33.551.983                                                            | 99,92%                                                                |
| Anulados ou brancos                                                   | 26.033                                                                | 0.08%                                                                 |
| Total de votos                                                        | 33.578.016                                                            | 100.00                                                                |
| Eleitores registrados e comparecimento (%)                            | 46.499.537                                                            | 72,21%                                                                |

| Sair: 17.410.742 (51,9%) | Permanecer: 16.141.241 (48,1%) |
| ▲                        |                                |

### Resultado por região
| Região | Região                             | Comparecimento | Votos      | Votos      | Proporção  | Proporção |
| Região | Região                             | Comparecimento | Permanecer | Sair       | Permanecer | Sair      |
| ------ | ---------------------------------- | -------------- | ---------- | ---------- | ---------- | --------- |
|        | Inglaterra (com Gibraltar)         | 73,0%          | 13.266.996 | 15.188.406 | 46,6%      | 53,4%     |
|        | Leste da Inglaterra                | 75,7%          | 1.448.616  | 1.880.367  | 43,5%      | 56,5%     |
|        | Londres                            | 69,7%          | 2.263.519  | 1.513.232  | 59,9%      | 40,1%     |
|        | Midlands Ocidentais                | 72,0%          | 1.207.175  | 1.755.687  | 40,74%     | 59,26%    |
|        | Midlands Orientais                 | 74,2%          | 1.033.036  | 1.475.479  | 41,2%      | 58,8%     |
|        | Nordeste da Inglaterra             | 69,3%          | 562.595    | 778.103    | 42,0%      | 58,0%     |
|        | Noroeste da Inglaterra             | 70,0%          | 1.699.020  | 1.966.625  | 46,35%     | 53,75%    |
|        | Sudeste da Inglaterra              | 76,8%          | 2.391.718  | 2.567.965  | 48,2%      | 51,8%     |
|        | Sudoeste da Inglaterra e Gibraltar | 76,7%          | 1.503.019  | 1.669.711  | 47,37%     | 52,63%    |
|        | Yorkshire e Humber                 | 70,7%          | 1.158.298  | 1.580.937  | 42,29%     | 57,71%    |
|        | Escócia                            | 67,2%          | 1.661.191  | 1.018.322  | 62.0%      | 38.0%     |
|        | Irlanda do Norte                   | 62,9%          | 440.707    | 349.442    | 55,8%      | 44,2%     |
|        | País de Gales                      | 71,7%          | 772.347    | 854.372    | 47,5%      | 52,5%     |

## Escócia
| País constituinte | Comparecimento de eleitores | Votos      | Votos     | Proporção  | Proporção |
| País constituinte | Comparecimento de eleitores | Permanecer | Sair      | Permanecer | Sair      |
| ----------------- | --------------------------- | ---------- | --------- | ---------- | --------- |
| Escócia           | 67,2%                       | 1.661.191  | 1.018.322 | 62,0%      | 38,0%     |

Voting areas of Scotland

A Escócia foi dividida em 32 zonas eleitorais.
| Concílio              | Comparecimento de eleitores | Votos      | Votos  | Proporção  | Proporção |
| Concílio              | Comparecimento de eleitores | Permanecer | Sair   | Permanecer | Sair      |
| --------------------- | --------------------------- | ---------- | ------ | ---------- | --------- |
| Aberdeen              | 67,9%                       | 63.985     | 40.729 | 61,1%      | 38,9%     |
| Aberdeenshire         | 70,6%                       | 76.445     | 62.516 | 55,0%      | 45,0%     |
| Angus                 | 68,0%                       | 32.747     | 26.511 | 55,3%      | 44,7%     |
| Argyll and Bute       | 73,1%                       | 29.494     | 19.202 | 60,6%      | 39,4%     |
| Clackmannanshire      | 67,2%                       | 14,691     | 10.736 | 57,8%      | 42,2%     |
| Dumfries and Galloway | 71,4%                       | 43,864     | 38.803 | 53,1%      | 46.9%     |
| Dundee                | 62,9%                       | 39.688     | 26.697 | 59.8%      | 40,2%     |
| East Ayrshire         | 62,9%                       | 33.891     | 23.942 | 58,6%      | 41,4%     |
| East Dunbartonshire   | 75.1%                       | 44,534     | 17,840 | 71.4%      | 28.6%     |
| East Lothian          | 71.7%                       | 36,026     | 19,738 | 64.6%      | 35.4%     |
| East Renfrewshire     | 76.1%                       | 39,345     | 13,596 | 74.3%      | 25.7%     |
| Edimburgo             | 72.9%                       | 187,796    | 64,498 | 74.4%      | 25.6%     |
| Falkirk               | 67.5%                       | 44,987     | 34,271 | 56.8%      | 43.2%     |
| Fife                  | 66.7%                       | 106,754    | 75,466 | 58.6%      | 41.4%     |
| Glasgow               | 56.2%                       | 168,335    | 84,474 | 66.6%      | 33.4%     |
| Highland              | 71.6%                       | 70,308     | 55,349 | 56.0%      | 44.0%     |
| Inverclyde            | 66.0%                       | 24,688     | 14,010 | 63.8%      | 36.2%     |
| Midlothian            | 68.1%                       | 28,217     | 17,251 | 62.1%      | 37.9%     |
| Moray                 | 67.4%                       | 24,114     | 23,992 | 50.1%      | 49.9%     |
| North Ayrshire        | 64.6%                       | 38,394     | 39,110 | 56.9%      | 43.1%     |
| North Lanarkshire     | 60.9%                       | 95,549     | 59,400 | 61.7%      | 38.3%     |
| Perth and Kinross     | 73.7%                       | 49,641     | 31,614 | 61.1%      | 38.9%     |
| Renfrewshire          | 69.2%                       | 57,119     | 31,010 | 64.8%      | 35.2%     |
| Scottish Borders      | 73.4%                       | 37,952     | 26,962 | 58.5%      | 41.5%     |
| Stirling              | 74.0%                       | 33,112     | 15,787 | 67.7%      | 32.3%     |
| South Lanarkshire     | 65.3%                       | 102,568    | 60,024 | 63.1%      | 36.9%     |
| South Ayrshire        | 69.8%                       | 39,265     | 29,241 | 59.0%      | 41.0%     |
| West Dunbartonshire   | 63.9%                       | 26,794     | 16,426 | 62.0%      | 38.0%     |
| West Lothian          | 67.6%                       | 51,560     | 36,948 | 58.3%      | 41.7%     |
| Ilhas Ocidentais      | 70.1%                       | 8,232      | 6,671  | 55.2%      | 44.8%     |
| Órcades               | 68.3%                       | 7,189      | 4,193  | 63.2%      | 36.8%     |
| Shetland              | 70.3%                       | 6,907      | 5,315  | 56.5%      | 43.5%     |

## Inglaterra
Diferente de outros países, a Inglaterra não contou com um único local de votação, pois, o país foi dividido em nove zonas de apuração, que são as mesmas utilizadas em eleições regulares.
| País constituínte | Comparecimento de eleitores | Votos      | Votos      | Proporção  | Proporção |
| País constituínte | Comparecimento de eleitores | Permanecer | Sair       | Permanecer | Sair      |
| ----------------- | --------------------------- | ---------- | ---------- | ---------- | --------- |
| Inglaterra        | 73,0%                       | 13.266.996 | 15.188.406 | 46,6%      | 53,4%     |

### Leste da Inglaterra
| Regiões             | Comparecimento de eleitores | Votos      | Votos     | Proporção  | Proporção |
| Regiões             | Comparecimento de eleitores | Permanecer | Sair      | Permanecer | Sair      |
| ------------------- | --------------------------- | ---------- | --------- | ---------- | --------- |
| Leste da Inglaterra | 75,7%                       | 1.448.616  | 1.880.367 | 43,5%      | 56,5%     |

Voting areas of the East of England region

A região leste da Inglaterra é divido em 47 áreas de voto.
| Distritos                    | Comparecimento de eleitores | Votos      | Votos  | Proporção  | Proporção |
| Distritos                    | Comparecimento de eleitores | Permanecer | Sair   | Permanecer | Sair      |
| ---------------------------- | --------------------------- | ---------- | ------ | ---------- | --------- |
| Babergh                      | 78.2%                       | 25,309     | 29,933 | 45.8%      | 54.2%     |
| Basildon                     | 73.8%                       | 30,748     | 67,251 | 31.4%      | 68.6%     |
| Bedford                      | 72.1%                       | 41,497     | 44,569 | 48.2%      | 51.8%     |
| Braintree                    | 76.6%                       | 33,523     | 52,713 | 38.9%      | 61.1%     |
| Breckland                    | 74.3%                       | 26,313     | 47,235 | 35.8%      | 64.2%     |
| Brentwood                    | 79.5%                       | 19,077     | 27,627 | 40.8%      | 59.2%     |
| Broadland                    | 78.3%                       | 35,469     | 42,268 | 45.6%      | 54.4%     |
| Broxbourne                   | 73.7%                       | 17,166     | 33,706 | 33.7%      | 66.3%     |
| Cambridge                    | 72.2%                       | 42,682     | 15,117 | 73.8%      | 25.2%     |
| Castle Point                 | 75.3%                       | 14,154     | 37,691 | 27.3%      | 72.7%     |
| Bedfordshire                 | 77.8%                       | 69,670     | 89,134 | 43.9%      | 56.1%     |
| Chelmsford                   | 77.6%                       | 47,545     | 53,249 | 47.2%      | 52.8%     |
| Colchester                   | 75.1%                       | 44,414     | 51,305 | 46.4%      | 53.6%     |
| Dacorum                      | 79.1%                       | 42,542     | 43,702 | 49.3%      | 50.7%     |
| East Cambridgeshire          | 77.0%                       | 23,599     | 24,487 | 49.1%      | 50.9%     |
| East Hertfordshire           | 80.3%                       | 42,372     | 42,994 | 49.6%      | 50.4%     |
| Epping Forest                | 76.8%                       | 28,676     | 48,176 | 37.3%      | 62.7%     |
| Fenland                      | 73.7%                       | 15,055     | 37,571 | 28.6%      | 71.4%     |
| Forest Heath                 | 72.5%                       | 9,791      | 18,160 | 35.0%      | 65.0%     |
| Great Yarmouth               | 69.0%                       | 14,284     | 35,844 | 28.5%      | 71.5%     |
| Harlow                       | 73.5%                       | 13,867     | 29,602 | 31.9%      | 68.1%     |
| Hertsmere                    | 76.6%                       | 27,593     | 28,532 | 49.2%      | 50.8%     |
| Huntingdonshire              | 77.8%                       | 45,729     | 54,198 | 45.8%      | 54.2%     |
| Ipswich                      | 72.5%                       | 27,698     | 38,655 | 41.7%      | 58.3%     |
| King's Lynn and West Norfolk | 74.7%                       | 28,587     | 56,493 | 33.6%      | 66.4%     |
| Luton                        | 66.2%                       | 36,708     | 47,773 | 43.5%      | 56.5%     |
| Maldon                       | 79.1%                       | 14,529     | 24,302 | 37.4%      | 62.6%     |
| Mid Suffolk                  | 78.1%                       | 27,391     | 33,794 | 44.8%      | 55.2%     |
| North Hertfordshire          | 78.2%                       | 42,234     | 35,438 | 54.4%      | 45.6%     |
| North Norfolk                | 76.8%                       | 26,214     | 37,576 | 41.1%      | 58.9%     |
| Norwich                      | 69.1%                       | 37,326     | 29,040 | 56.2%      | 43.8%     |
| Peterborough                 | 72.3%                       | 34,176     | 53,216 | 39.1%      | 60.9%     |
| Rochford                     | 78.8%                       | 17,510     | 34,937 | 33.4%      | 66.6%     |
| South Cambridgeshire         | 81.2%                       | 56,128     | 37,061 | 60.2%      | 39.8%     |
| Southend-on-Sea              | 72.8%                       | 39,348     | 54,522 | 41.9%      | 58.1%     |
| South Norfolk                | 78.5%                       | 38,817     | 41,541 | 48.3%      | 51.7%     |
| St Albans City and District  | 82.4%                       | 54,208     | 32,237 | 62.7%      | 37.3%     |
| St Edmundsbury               | 76.7%                       | 26,986     | 35,224 | 43.4%      | 56.6%     |
| Stevenage                    | 73.7%                       | 18,659     | 27,126 | 40.8%      | 59.2%     |
| Suffolk Coastal              | 80.6%                       | 37,218     | 41,966 | 47.0%      | 53.0%     |
| Tendring                     | 74.4%                       | 25,210     | 57,447 | 30.5%      | 69.5%     |
| Three Rivers                 | 78.4%                       | 25,751     | 27,097 | 48.7%      | 51.3%     |
| Thurrock                     | 72.7%                       | 22,151     | 57,765 | 27.7%      | 72.3%     |
| Uttlesford                   | 80.2%                       | 25,619     | 26,324 | 49.3%      | 50.7%     |
| Watford                      | 71.6%                       | 23,167     | 23,419 | 49.7%      | 50.3%     |
| Waveney                      | 72.6%                       | 24,356     | 41,290 | 37.1%      | 62.9%     |
| Welwyn Hatfield              | 75.0%                       | 27,550     | 31,060 | 47.0%      | 53.0%     |

### Grande Londres
| Regiões        | Comparecimento de eleitores | Votos      | Votos     | Proporção  | Proporção |
| Regiões        | Comparecimento de eleitores | Permanecer | Sair      | Permanecer | Sair      |
| -------------- | --------------------------- | ---------- | --------- | ---------- | --------- |
| Greater London | 69,7%                       | 2.263.519  | 1.513.232 | 59,9%      | 40,1%     |

Voting areas of the London region

A região da Grande Londres foi dividido em 33 áreas de voto.
| Distritos             | Comparecimento de eleitores | Votos      | Votos  | Proporção  | Proporção |
| Distritos             | Comparecimento de eleitores | Permanecer | Sair   | Permanecer | Sair      |
| --------------------- | --------------------------- | ---------- | ------ | ---------- | --------- |
| Barking e Dagenham    | 63,8%                       | 27.750     | 46.130 | 37,6%      | 62,4%     |
| Barnet                | 72,1%                       | 100.210    | 60.823 | 62.2%      | 37.8%     |
| Bexley                | 75,2%                       | 47.603     | 80.886 | 37.0%      | 63.0%     |
| Brent                 | 65,0%                       | 72.523     | 48.881 | 59.7%      | 40.3%     |
| Bromley               | 78,8%                       | 92.398     | 90.034 | 50.6%      | 49.4%     |
| Camden                | 65,4%                       | 71.295     | 23,838 | 74.9%      | 25.1%     |
| Cidade de Londres     | 73,5%                       | 3.312      | 1.087  | 75.3%      | 24.7%     |
| Cidade de Westminster | 64,9%                       | 53.928     | 24.268 | 69.0%      | 31.0%     |
| Croydon               | 69,8%                       | 92.913     | 78.221 | 54.3%      | 45.7%     |
| Ealing                | 70,0%                       | 90.024     | 59.017 | 60.4%      | 39.6%     |
| Enfield               | 69,0%                       | 76.425     | 60.481 | 55.8%      | 44.2%     |
| Greenwich             | 69,5%                       | 65.248     | 52.117 | 55.6%      | 44.4%     |
| Hackney               | 65,1%                       | 83.398     | 22.868 | 78.5%      | 21.5%     |
| Haringey              | 70,5%                       | 79.991     | 25.855 | 75.6%      | 24.4%     |
| Harrow                | 72,2%                       | 64.042     | 53.183 | 54.6%      | 45.4%     |
| Hammersmith e Fulham  | 69,9%                       | 56.188     | 24.054 | 70.0%      | 30.0%     |
| Havering              | 76,0%                       | 42.201     | 96.885 | 30.3%      | 69.7%     |
| Hillingdon            | 68,9%                       | 58.040     | 74.982 | 43.6%      | 56.4%     |
| Hounslow              | 69,7%                       | 58.755     | 56.321 | 51.1%      | 48.9%     |
| Islington             | 70,3%                       | 76.420     | 25.180 | 75.2%      | 24.8%     |
| Kensington e Chelsea  | 65,9%                       | 37.601     | 17.138 | 68.7%      | 31.3%     |
| Kingston upon Thames  | 78,3%                       | 52.533     | 32.737 | 61.6%      | 38.4%     |
| Lambeth               | 67,3%                       | 111.584    | 30.340 | 78.6%      | 21.4%     |
| Lewisham              | 63,0%                       | 86.995     | 37.518 | 69.9%      | 30.1%     |
| Merton                | 73,4%                       | 63.003     | 37.097 | 62.9%      | 37.1%     |
| Newham                | 59,2%                       | 55.328     | 49.371 | 52.8%      | 47.2%     |
| Redbridge             | 67,5%                       | 69.213     | 59.020 | 54.0%      | 46.0%     |
| Richmond upon Thames  | 82,0%                       | 75.396     | 33.410 | 69.3%      | 30.7%     |
| Southwark             | 66,1%                       | 94.293     | 35.209 | 72.8%      | 27.2%     |
| Sutton                | 76,0%                       | 49.319     | 57.241 | 46.3%      | 53.7%     |
| Tower Hamlets         | 64,5%                       | 73.011     | 35.224 | 67.5%      | 32.5%     |
| Waltham Forest        | 66,6%                       | 64.156     | 44.395 | 59.1%      | 40.9%     |
| Wandsworth            | 71,9%                       | 118.463    | 39.421 | 75.0%      | 25.0%     |

### Midlands Ocidentais
| Regiões             | Comparecimento de eleitores | Votos      | Votos     | Proporção  | Proporção |
| Regiões             | Comparecimento de eleitores | Permanecer | Sair      | Permanecer | Sair      |
| ------------------- | --------------------------- | ---------- | --------- | ---------- | --------- |
| Midlands Ocidentais | 72%                         | 1.207.175  | 1.755.687 | 40,74%     | 59,26%    |

Voting areas of the West Midlands region

A região de Midlands Ocidentais é dividido em até 30 áreas de votos.
| Distritos               | Comparecimento de eleitores | Votos      | Votos   | Proporção  | Proporção |
| Distritos               | Comparecimento de eleitores | Permanecer | Sair    | Permanecer | Sair      |
| ----------------------- | --------------------------- | ---------- | ------- | ---------- | --------- |
| Birmingham              | 63.7%                       | 223,451    | 227,251 | 49.6%      | 50.4%     |
| Bromsgrove              | 79.3%                       | 26,252     | 32,563  | 44.6%      | 55.4%     |
| Cannock Chase           | 71.4%                       | 16,684     | 36,894  | 31.1%      | 68.9%     |
| Coventry                | 69.2%                       | 67,967     | 85,097  | 44.4%      | 55.6%     |
| Dudley                  | 71.7%                       | 56,780     | 118,446 | 32.4%      | 67.6%     |
| East Staffordshire      | 74.3%                       | 22,850     | 39,266  | 36.8%      | 63.2%     |
| Herefordshire           | 78.3%                       | 44,148     | 64,122  | 40.8%      | 59.2%     |
| Lichfield               | 78.7%                       | 26,064     | 37,214  | 41.2%      | 58.8%     |
| Malvern Hills           | 80.5%                       | 23,203     | 25,294  | 47.8%      | 52.2%     |
| Newcastle-under-Lyme    | 74.3%                       | 25,477     | 43,457  | 37.0%      | 63.0%     |
| North Warwickshire      | 76.2%                       | 12,569     | 25,385  | 33.1%      | 66.9%     |
| Nuneaton and Bedworth   | 74.3%                       | 23,736     | 46,095  | 34.0%      | 66.0%     |
| Redditch                | 75.2%                       | 17,303     | 28,579  | 37.7%      | 62.3%     |
| Rugby                   | 79.0%                       | 25,350     | 33,199  | 43.3%      | 56.7%     |
| Sandwell                | 66.5%                       | 49,004     | 98,250  | 33.3%      | 66.7%     |
| Shropshire              | 77.3%                       | 78,987     | 104,166 | 43.1%      | 56.9%     |
| Solihull                | 76.0%                       | 53,466     | 68,484  | 43.8%      | 56.2%     |
| South Staffordshire     | 77.8%                       | 23,444     | 43,248  | 35.2%      | 64.8%     |
| Stafford                | 77.8%                       | 34,098     | 43,386  | 44.0%      | 56.0%     |
| Staffordshire Moorlands | 75.3%                       | 21,076     | 38,684  | 35.3%      | 64.7%     |
| Stoke-on-Trent          | 65.7%                       | 36,027     | 81,563  | 30.6%      | 69.4%     |
| Stratford-upon-Avon     | 80.8%                       | 38,341     | 40,817  | 48.4%      | 51.6%     |
| Tamworth                | 74.1%                       | 13,705     | 28,424  | 32.5%      | 67.5%     |
| Telford and Wrekin      | 72.1%                       | 32,954     | 56,649  | 36.8%      | 63.2%     |
| Walsall                 | 69.6%                       | 43,572     | 92,007  | 32.1%      | 67.9%     |
| Warwick                 | 79.2%                       | 47,976     | 33,642  | 58.8%      | 41.2%     |
| Wolverhampton           | 67.5%                       | 44,138     | 73,798  | 37.4%      | 62.6%     |
| Worcester               | 73.8%                       | 25,125     | 29,114  | 46.3%      | 53.7%     |
| Wychavon                | 80.8%                       | 32,188     | 44,201  | 42.1%      | 57.9%     |
| Wyre Forest             | 74.0%                       | 21,240     | 36,392  | 36.9%      | 63.1%     |

### Midlands Orientais
| Regiões            | Comparecimento de eleitores | Votos      | Votos     | Proporção  | Proporção |
| Regiões            | Comparecimento de eleitores | Permanecer | Sair      | Permanecer | Sair      |
| ------------------ | --------------------------- | ---------- | --------- | ---------- | --------- |
| Midlands Orientais | 74,2%                       | 1.033.036  | 1.475.479 | 41,2%      | 58,8%     |

Áreas de votação da Midlands Orientais

A Midlands Orientais foram divididas em 40 locais de votação.
| Distritos                 | Comparecimento de eleitores | Votos      | Votos  | Proporção  | Proporção |
| Distritos                 | Comparecimento de eleitores | Permanecer | Sair   | Permanecer | Sair      |
| ------------------------- | --------------------------- | ---------- | ------ | ---------- | --------- |
| Amber Valley              | 76.3%                       | 29,319     | 44,501 | 39.7%      | 60.3%     |
| Ashfield                  | 72.8%                       | 20,179     | 46,720 | 30.2%      | 69.8%     |
| Bassetlaw                 | 74.8%                       | 20,575     | 43,392 | 32.2%      | 67.8%     |
| Blaby                     | 76.5%                       | 33,583     | 22,888 | 40.5%      | 59.5%     |
| Bolsover                  | 72.3%                       | 12,242     | 29,730 | 29.2%      | 70.8%     |
| Boston                    | 77.2%                       | 7,430      | 22,974 | 24.4%      | 75.6%     |
| Broxtowe                  | 78.3%                       | 29,672     | 35,754 | 45.4%      | 54.6%     |
| Charnwood                 | 70.4%                       | 43,500     | 50,672 | 46.2%      | 53.8%     |
| Chesterfield              | 71.9%                       | 22,946     | 34,478 | 40.0%      | 60.0%     |
| Corby                     | 74.1%                       | 11,470     | 20,611 | 35.8%      | 64.2%     |
| Daventry                  | 80.9%                       | 20,443     | 28,938 | 41.4%      | 58.6%     |
| Derby                     | 70.5%                       | 51,612     | 69,043 | 42.8%      | 57.2%     |
| Derbyshire Dales          | 81.9%                       | 22,633     | 24,095 | 48.4%      | 51.6%     |
| East Lindsey              | 74.9%                       | 23,515     | 56,613 | 29.3%      | 70.7%     |
| East Northamptonshire     | 76.9%                       | 21,680     | 30,894 | 41.2%      | 58.8%     |
| Erewash                   | 76.0%                       | 25,791     | 40,739 | 38.8%      | 61.2%     |
| Gedling                   | 76.5%                       | 30,035     | 37,542 | 44.4%      | 55.6%     |
| High Peak                 | 75.6%                       | 27,116     | 27,717 | 49.5%      | 50.5%     |
| Harborough                | 81.4%                       | 27,028     | 27,850 | 49.3%      | 50.7%     |
| Hinckley & Bosworth       | 76.7%                       | 25,969     | 39,501 | 39.7%      | 60.3%     |
| Kettering                 | 76.4%                       | 21,030     | 32,877 | 39.0%      | 61.0%     |
| Leicester                 | 65.0%                       | 70,980     | 67,992 | 51.1%      | 48.9%     |
| Lincoln                   | 69.3%                       | 18,902     | 24,992 | 43.1%      | 56.9%     |
| Mansfield                 | 72.6%                       | 16,417     | 39,927 | 29.1%      | 70.9%     |
| Melton                    | 81.3%                       | 12,695     | 17,610 | 41.9%      | 58.1%     |
| Newark and Sherwood       | 76.8%                       | 26,571     | 40,516 | 39.6%      | 60.4%     |
| North East Derbyshire     | 75.2%                       | 22,075     | 37,235 | 37.2%      | 62.8%     |
| Northampton               | 72.6%                       | 43,805     | 61,454 | 41.6%      | 58.4%     |
| North Kesteven            | 78.4%                       | 25,570     | 42,183 | 37.7%      | 62.3%     |
| North West Leicestershire | 77.9%                       | 22,642     | 34,969 | 39.3%      | 60.7%     |
| Nottingham                | 61.8%                       | 59,318     | 61,343 | 49.2%      | 50.8%     |
| Oadby and Wigston         | 73.7%                       | 14,292     | 17,173 | 45.4%      | 54.6%     |
| Rushcliffe                | 81.5%                       | 40,522     | 29,888 | 57.6%      | 42.4%     |
| Rutland                   | 78.1%                       | 11,353     | 11,613 | 49.4%      | 50.6%     |
| South Derbyshire          | 76.8%                       | 22,479     | 34,216 | 39.6%      | 60.4%     |
| South Holland             | 75.3%                       | 13,074     | 36,423 | 26.4%      | 73.6%     |
| South Kesteven            | 78.2%                       | 33,047     | 49,424 | 40.1%      | 59.9%     |
| South Northamptonshire    | 79.4%                       | 25,853     | 30,771 | 45.7%      | 54.3%     |
| Wellingborough            | 75.4%                       | 15,462     | 25,679 | 37.6%      | 62.4%     |
| West Lindsey              | 74.5%                       | 20,906     | 33,847 | 38.2%      | 61.8%     |

### Nordeste da Inglaterra
| Região                 | Comparecimento de eleitores | Votos      | Votos   | Proporção  | Proporção |
| Região                 | Comparecimento de eleitores | Permanecer | Sair    | Permanecer | Sair      |
| ---------------------- | --------------------------- | ---------- | ------- | ---------- | --------- |
| Nordeste da Inglaterra | 69,3%                       | 562.595    | 778.103 | 42,0%      | 58,0%     |

Voting areas of the North East England region

A região Nordeste da Inglaterra foi dividida em 12 áreas de votação.
| Distritos            | Comparecimento de eleitores | Votos      | Votos   | Proporção  | Proporção |
| Distritos            | Comparecimento de eleitores | Permanecer | Sair    | Permanecer | Sair      |
| -------------------- | --------------------------- | ---------- | ------- | ---------- | --------- |
| Darlington           | 71.0%                       | 24,172     | 30,994  | 43.8%      | 56.2%     |
| Durham               | 68.7%                       | 113,521    | 153,877 | 42.5%      | 57.5%     |
| Gateshead            | 70.6%                       | 44,429     | 58,529  | 43.2%      | 57.8%     |
| Hartlepool           | 65.5%                       | 14,029     | 32,071  | 30.4%      | 69.6%     |
| Middlesbrough        | 64.9%                       | 21,181     | 40,177  | 34.5%      | 65.5%     |
| Newcastle upon Tyne  | 67.6%                       | 65,405     | 63,598  | 50.7%      | 49.3%     |
| North Tyneside       | 72.3%                       | 52,873     | 60,589  | 46.6%      | 53.4%     |
| Northumberland       | 74.3%                       | 82,022     | 96,699  | 45.9%      | 54.1%     |
| Redcar and Cleveland | 70.2%                       | 24,586     | 48,128  | 33.8%      | 66.2%     |
| South Tyneside       | 68.2%                       | 30,014     | 49,065  | 38.0%      | 62.0%     |
| Stockton-on-Tees     | 71.0%                       | 38,433     | 61,982  | 38.3%      | 61.7%     |
| Sunderland           | 64.8%                       | 51,930     | 82,394  | 38.7%      | 61.3%     |

### Noroeste da Inglaterra
| Região                 | Comparecimento de eleitores | Votos      | Votos     | Proporção  | Proporção |
| Região                 | Comparecimento de eleitores | Permanecer | Sair      | Permanecer | Sair      |
| ---------------------- | --------------------------- | ---------- | --------- | ---------- | --------- |
| Noroeste da Inglaterra | 70%                         | 1.699.020  | 1.966.625 | 46,35%     | 53,75%    |

Voting areas of the North West England region

O Noroeste da Inglaterra foi dividido em 39 áreas de votação.
| Distritos                       | Comparecimento de eleitores | Votos      | Votos   | Proporção  | Proporção |
| Distritos                       | Comparecimento de eleitores | Permanecer | Sair    | Permanecer | Sair      |
| ------------------------------- | --------------------------- | ---------- | ------- | ---------- | --------- |
| Allerdale                       | 72.9%                       | 22,429     | 31,809  | 41.4%      | 58.6%     |
| Barrow-in-Furness               | 67.8%                       | 14,207     | 21,867  | 39.4%      | 60.6%     |
| Blackburn with Darwen           | 65.2%                       | 28,522     | 36,799  | 43.7%      | 56.3%     |
| Blackpool                       | 65.4%                       | 21,781     | 45,146  | 32.5%      | 67.5%     |
| Bolton                          | 70.1%                       | 57,589     | 80,491  | 41.7%      | 58.3%     |
| Burnley                         | 67.2%                       | 14,462     | 28,854  | 33.4%      | 66.6%     |
| Bury                            | 71.3%                       | 46,354     | 54,674  | 45.9%      | 54.1%     |
| Carlisle                        | 74.5%                       | 23,788     | 35,895  | 39.9%      | 60.1%     |
| Cheshire East                   | 77.3%                       | 107,962    | 113,163 | 48.8%      | 51.2%     |
| Cheshire West and Chester       | 74.5%                       | 95,455     | 98,082  | 49.3%      | 50.7%     |
| Chorley                         | 75,5%                       | 27,417     | 36,098  | 43.2%      | 56.8%     |
| Copeland                        | 70,0%                       | 14,419     | 23,528  | 38.0%      | 62.0%     |
| Eden                            | 75,7%                       | 14,807     | 16,911  | 46.7%      | 53.3%     |
| Fylde                           | 75,5%                       | 19,889     | 26,317  | 43.0%      | 57.0%     |
| Halton                          | 68,2%                       | 27,678     | 37,327  | 42,6%      | 57,4%     |
| Hyndburn                        | 64,7%                       | 13,569     | 26,568  | 33.8%      | 66.2%     |
| Knowsley                        | 63,5%                       | 34,345     | 36,558  | 48.4%      | 51.6%     |
| Lancaster                       | 72,6%                       | 35,732     | 37,309  | 48.9%      | 51.1%     |
| Liverpool                       | 64,0%                       | 118,453    | 85,101  | 58.2%      | 41.8%     |
| Manchester                      | 59,7%                       | 121,823    | 79,991  | 60.4%      | 39.6%     |
| Oldham                          | 67,9%                       | 42,034     | 65,369  | 39.1%      | 60.9%     |
| Pendle                          | 70,2%                       | 16,704     | 28,631  | 36.8%      | 67.2%     |
| Preston                         | 68.7%                       | 30,227     | 34,518  | 46.7%      | 53.3%     |
| Ribble Valley                   | 79.0%                       | 15,892     | 20,550  | 43.6%      | 56.4%     |
| Rochdale                        | 65.9%                       | 41,217     | 62,014  | 39.9%      | 60.1%     |
| Rossendale                      | 72.4%                       | 15,012     | 23,169  | 39.3%      | 60.7%     |
| Salford                         | 63.2%                       | 47,430     | 62,385  | 43.2%      | 56.8%     |
| Borough Metropolitano de Sefton | 71.7%                       | 76,702     | 71,176  | 51.9%      | 48.1%     |
| South Lakeland                  | 79.7%                       | 34,531     | 30,800  | 52.9%      | 47.1%     |
| South Ribble                    | 75.3%                       | 26,406     | 37,318  | 41.4%      | 58.6%     |
| St. Helens                      | 68.8%                       | 39,332     | 54,357  | 42.0%      | 58.0%     |
| Stockport                       | 74.9%                       | 85,559     | 77,930  | 52.5%      | 47.5%     |
| Tameside                        | 66.0%                       | 43,118     | 67,829  | 38.9%      | 61.1%     |
| Trafford                        | 75.8%                       | 72,293     | 53,018  | 57.7%      | 42.3%     |
| Warrington                      | 73,3%                       | 52,657     | 62,487  | 45.7%      | 54.3%     |
| West Lancashire                 | 74,4%                       | 28,546     | 35,323  | 44.7%      | 55.3%     |
| Wigan                           | 69,2%                       | 58,942     | 104,331 | 36.1%      | 63.9%     |
| Wirral                          | 70,9%                       | 88,931     | 83,069  | 51.7%      | 48.3%     |
| Wyre                            | 74,6%                       | 22,816     | 40,163  | 36.2%      | 63.8%     |

### Sudeste da Inglaterra
| Região                | Comparecimento de eleitores | Votos      | Votos     | Proporção  | Proporção |
| Região                | Comparecimento de eleitores | Permanecer | Sair      | Permanecer | Sair      |
| --------------------- | --------------------------- | ---------- | --------- | ---------- | --------- |
| Sudeste da Inglaterra | 76,8%                       | 2.391.718  | 2.567.965 | 48,2%      | 51,8%     |

Voting areas of the South East England region

The South East England region is broken down into 67 voting areas.
| Distritos              | Comparecimento de eleitores | Votos      | Votos  | Proporção  | Proporção |
| Distritos              | Comparecimento de eleitores | Permanecer | Sair   | Permanecer | Sair      |
| ---------------------- | --------------------------- | ---------- | ------ | ---------- | --------- |
| Adur                   | 76.4%                       | 16,914     | 20,315 | 45.4%      | 54.6%     |
| Arun                   | 77.8%                       | 34,193     | 56,936 | 37.5%      | 62.5%     |
| Ashford                | 77.1%                       | 28,314     | 41,472 | 40.6%      | 59.4%     |
| Aylesbury Vale         | 78.4%                       | 52,877     | 53,956 | 49.5%      | 50.5%     |
| Basingstoke and Deane  | 78.0%                       | 48,257     | 52,071 | 48.1%      | 51.9%     |
| Bracknell Forest       | 76.1%                       | 29,888     | 35,002 | 46.1%      | 53.9%     |
| Brighton e Hove        | 74.0%                       | 100,648    | 46,027 | 68.6%      | 31.4%     |
| Cantuária              | 75.0%                       | 40,169     | 41,879 | 49.0%      | 51.0%     |
| Cherwell               | 75.5%                       | 40,668     | 41,168 | 49.7%      | 50.3%     |
| Chichester             | 77.8%                       | 35,011     | 36,326 | 49.1%      | 50.9%     |
| Chiltern               | 83.5%                       | 32,241     | 26,363 | 55.0%      | 45.0%     |
| Crawley                | 73.2%                       | 22,388     | 31,447 | 41.6%      | 58.4%     |
| Dartford               | 75.5%                       | 19,985     | 35,870 | 35.8%      | 64.2%     |
| Dover                  | 76.5%                       | 24,606     | 40,410 | 37.8%      | 62.2%     |
| Eastbourne             | 74.7%                       | 22,845     | 30,700 | 42.7%      | 57.3%     |
| Eastleigh              | 78.2%                       | 36,172     | 39,902 | 47.5%      | 52.5%     |
| East Hampshire         | 81.6%                       | 37,346     | 36,576 | 50.5%      | 49.5%     |
| Elmbridge              | 78.1%                       | 45,841     | 31,162 | 59.5%      | 40.5%     |
| Epsom and Ewell        | 80.4%                       | 23,596     | 21,707 | 52.1%      | 47.9%     |
| Fareham                | 79.6%                       | 32,210     | 39,525 | 44.9%      | 55.1%     |
| Gosport                | 73.5%                       | 16,671     | 29,456 | 36.1%      | 63.9%     |
| Gravesham              | 74.9%                       | 18,876     | 35,643 | 34.6%      | 65.4%     |
| Guildford              | 76.9%                       | 44,155     | 34,458 | 56.2%      | 43.8%     |
| Hart                   | 82.6%                       | 30,282     | 27,513 | 52.4%      | 47.6%     |
| Hastings               | 71.6%                       | 20,011     | 24,339 | 45.1%      | 54.9%     |
| Havant                 | 74.1%                       | 26,582     | 44,047 | 37.6%      | 62.4%     |
| Horsham                | 81.6%                       | 43,785     | 41,303 | 51.5%      | 48.5%     |
| Isle of Wight          | 72.3%                       | 30,207     | 49,173 | 38.1%      | 61.9%     |
| Lewes                  | 77.8%                       | 30,974     | 28,508 | 52.1%      | 47.9%     |
| Maidstone              | 76.0%                       | 36,762     | 52,365 | 41.2%      | 58.8%     |
| Medway                 | 72.1%                       | 49,889     | 88,997 | 35.9%      | 64.1%     |
| Mid Sussex             | 80.7%                       | 46,471     | 41,057 | 53.1%      | 46.9%     |
| Milton Keynes          | 73.6%                       | 63,393     | 67,063 | 48.6%      | 51.4%     |
| Mole Valley            | 82.1%                       | 29,088     | 25,708 | 53.1%      | 46.9%     |
| New Forest             | 79.2%                       | 47,199     | 64,541 | 42.2%      | 57.8%     |
| Oxford                 | 72.3%                       | 49,424     | 20,913 | 70.3%      | 29.7%     |
| Portsmouth             | 70.3%                       | 41,384     | 57,336 | 41.9%      | 58.1%     |
| Reading                | 72.5%                       | 43,385     | 31,382 | 58.0%      | 42.0%     |
| Reigate and Banstead   | 78.2%                       | 40,181     | 40,980 | 49.5%      | 50.5%     |
| Rother                 | 79.3%                       | 23,916     | 33,753 | 41.5%      | 58.5%     |
| Runnymede              | 76.0%                       | 20,259     | 24,035 | 45.7%      | 54.3%     |
| Rushmoor               | 74.1%                       | 20,384     | 28,396 | 41.8%      | 58.2%     |
| Sevenoaks              | 80.6%                       | 32,091     | 38,258 | 45.6%      | 54.4%     |
| Shepway                | 74.9%                       | 22,884     | 37,729 | 37.8%      | 62.2%     |
| Slough                 | 62.1%                       | 24,911     | 29,631 | 45.7%      | 54.3%     |
| Southampton            | 68.1%                       | 49,738     | 57,927 | 46.2%      | 53.8%     |
| South Bucks            | 78.0%                       | 20,077     | 20,647 | 49.3%      | 50.7%     |
| South Oxfordshire      | 80.7%                       | 46,245     | 37,865 | 55.0%      | 45.0%     |
| Spelthorne             | 77.9%                       | 22,474     | 34,135 | 39.7%      | 60.3%     |
| Surrey Heath           | 79.8%                       | 25,638     | 26,667 | 49.0%      | 51.0%     |
| Swale                  | 74.2%                       | 28,481     | 47,388 | 37.5%      | 62.5%     |
| Tandridge              | 80.3%                       | 24,251     | 27,169 | 47.2%      | 52.8%     |
| Test Valley            | 79.6%                       | 36,170     | 39,091 | 48.1%      | 51.9%     |
| Thanet                 | 72.7%                       | 26,065     | 46,037 | 36.2%      | 63.8%     |
| Tonbridge and Malling  | 79.6%                       | 32,792     | 41,229 | 44.3%      | 55.7%     |
| Tunbridge Wells        | 79.1%                       | 35,676     | 29,320 | 54.9%      | 45.1%     |
| Vale of White Horse    | 81.1%                       | 43,462     | 33,192 | 56.7%      | 43.3%     |
| Waverley               | 82.3%                       | 44,341     | 31,601 | 58.4%      | 41.6%     |
| Wealden                | 80.0%                       | 44,084     | 52,808 | 45.5%      | 54.5%     |
| West Berkshire         | 79.9%                       | 48,300     | 44,977 | 51.8%      | 48.2%     |
| West Oxfordshire       | 79.7%                       | 35,236     | 30,435 | 53.7%      | 46.3%     |
| Winchester             | 81.2%                       | 42,878     | 29,886 | 58.9%      | 41.4%     |
| Windsor and Maidenhead | 79.7%                       | 44,086     | 37,706 | 53.9%      | 46.1%     |
| Woking                 | 77.4%                       | 31,007     | 24,214 | 56.2%      | 43.8%     |
| Wokingham              | 79.2%                       | 55,272     | 42,229 | 56.7%      | 43.3%     |
| Worthing               | 75.4%                       | 28,851     | 32,515 | 47.0%      | 53.0%     |
| Wycombe                | 75.7%                       | 49,261     | 45,529 | 52.0%      | 48.0%     |

### Sudoeste da Inglaterra & Gibraltar
| Região                             | Comparecimento de eleitores | Votos      | Votos     | Proporção  | Proporção |
| Região                             | Comparecimento de eleitores | Permanecer | Sair      | Permanecer | Sair      |
| ---------------------------------- | --------------------------- | ---------- | --------- | ---------- | --------- |
| Sudoeste da Inglaterra & Gibraltar | 76,7%                       | 1.503.019  | 1.669.711 | 47,37%     | 52,63%    |

Voting areas of the South West England region

A região sudoeste da Inglaterra foi dividida em 38 locais de votação.
| Distritos                    | Comparecimento de eleitores | Votos      | Votos   | Proporção  | Proporção |
| Distritos                    | Comparecimento de eleitores | Permanecer | Sair    | Permanecer | Sair      |
| ---------------------------- | --------------------------- | ---------- | ------- | ---------- | --------- |
| Bath and North East Somerset | 77.1%                       | 60,878     | 44,352  | 57.9%      | 42.1%     |
| Bournemouth                  | 69.2%                       | 41,473     | 50,453  | 45.1%      | 54.9%     |
| Bristol                      | 73.1%                       | 141,027    | 87,418  | 61.7%      | 38.3%     |
| Cheltenham                   | 75.8%                       | 37,081     | 28,932  | 56.2%      | 43.8%     |
| Christchurch                 | 79.3%                       | 12,782     | 18,268  | 41.2%      | 58.8%     |
| Cornwall                     | 77.0%                       | 140,540    | 182,665 | 43.5%      | 56.5%     |
| Cotswolds                    | 79.8%                       | 28,015     | 26,806  | 51.1%      | 48.9%     |
| East Devon                   | 78.9%                       | 40,743     | 48,040  | 45.9%      | 54.1%     |
| East Dorset                  | 81.3%                       | 24,786     | 33,702  | 42.4%      | 57.6%     |
| Exeter                       | 73.8%                       | 35,270     | 28,533  | 55.3%      | 44.7%     |
| Floresta de Dean             | 77.4%                       | 21,392     | 30,251  | 41.4%      | 58.6%     |
| Gloucester                   | 72.0%                       | 26,801     | 37,776  | 41.5%      | 58.5%     |
| Isles of Scilly              | 79.2%                       | 803        | 621     | 56.4%      | 43.6%     |
| Mendip                       | 76.9%                       | 33,427     | 32,028  | 51.1%      | 48.9%     |
| Mid Devon                    | 79.3%                       | 22,400     | 25,606  | 46.7%      | 53.3%     |
| North Dorset                 | 79.7%                       | 18,399     | 23,802  | 43.6%      | 56.4%     |
| North Devon                  | 76.8%                       | 24,931     | 33,100  | 43.0%      | 57.0%     |
| North Somerset               | 77.4%                       | 59,572     | 64,976  | 47.8%      | 52.2%     |
| Plymouth                     | 71.4%                       | 53,458     | 79,997  | 40.1%      | 59.9%     |
| Poole                        | 75.3%                       | 35,741     | 49,707  | 41.8%      | 58.2%     |
| Purbeck                      | 78.9%                       | 11,754     | 16,966  | 40.9%      | 59.1%     |
| Sedgemoor                    | 76.3%                       | 26545      | 41,869  | 38.8%      | 61.2%     |
| South Gloucestershire        | 76.2%                       | 74,928     | 83,405  | 47.3%      | 52.7%     |
| South Hams                   | 80.2%                       | 29,308     | 26,142  | 52.9%      | 47.1%     |
| South Somerset               | 78.6%                       | 42,527     | 56,940  | 42.8%      | 57.2%     |
| Stroud                       | 80.0%                       | 40,446     | 33,618  | 54.6%      | 45.4%     |
| Swindon                      | 75.8%                       | 51,220     | 61,745  | 45.3%      | 54.7%     |
| Taunton Deane                | 78.1%                       | 30,944     | 34,789  | 47.1%      | 52.9%     |
| Teignbridge                  | 79.3%                       | 37,949     | 44,363  | 46.1%      | 53.9%     |
| Tewkesbury                   | 79.1%                       | 25,084     | 28,568  | 46.8%      | 53.2%     |
| Torbay                       | 73.6%                       | 27,935     | 47,889  | 36.8%      | 63.2%     |
| Torridge                     | 78.3%                       | 16,229     | 25,200  | 39.2%      | 60.8%     |
| West Dorset                  | 79.4%                       | 31,924     | 33,267  | 49.0%      | 51.0%     |
| West Devon                   | 81.2%                       | 16,658     | 18,937  | 46.8%      | 53.2%     |
| West Somerset                | 79.1%                       | 8,566      | 13,168  | 39.4%      | 60.6%     |
| Wiltshire                    | 78.8%                       | 137,258    | 151,637 | 47.5%      | 52.5%     |
| Weymouth and Portland        | 75.8%                       | 14,903     | 23,352  | 39.0%      | 61.0%     |

#### Gibraltar
| Territórios britânicos | Comparecimento de eleitores | Votos      | Votos | Proporção  | Proporção |
| Territórios britânicos | Comparecimento de eleitores | Permanecer | Sair  | Permanecer | Sair      |
| ---------------------- | --------------------------- | ---------- | ----- | ---------- | --------- |
| Gibraltar              | 83,5%                       | 19.322     | 823   | 95,9%      | 4,1%      |

### Yorkshire e Humber
| Regiões            | Comparecimento de eleitores | Votos      | Votos     | Proporção  | Proporção |
| Regiões            | Comparecimento de eleitores | Permanecer | Sair      | Permanecer | Sair      |
| ------------------ | --------------------------- | ---------- | --------- | ---------- | --------- |
| Yorkshire e Humber | 70.7%                       | 1,158,298  | 1,580,937 | 42.29%     | 57.71%    |

Voting areas of the Yorkshire and the Humber region

A região de Yorkshire e Humber foram divididas em 21 áreas de votação.
| Distritos                | Comparecimento de eleitores | Votos      | Votos   | Proporção  | Proporção |
| Distritos                | Comparecimento de eleitores | Permanecer | Sair    | Permanecer | Sair      |
| ------------------------ | --------------------------- | ---------- | ------- | ---------- | --------- |
| Barnsley                 | 69.9%                       | 38,951     | 83,958  | 31.7%      | 68.3%     |
| Bradford                 | 66.7%                       | 104,575    | 123,913 | 45.8%      | 54.2%     |
| Calderdale               | 71.0%                       | 46,950     | 58,975  | 44.3%      | 55.7%     |
| Craven                   | 81.0%                       | 16,930     | 18,961  | 47.2%      | 52.8%     |
| Doncaster                | 69.5%                       | 46,922     | 104,260 | 31.0%      | 69.0%     |
| East Riding of Yorkshire | 74.9%                       | 78,779     | 120,136 | 39.6%      | 60.4%     |
| Hambleton                | 78.4%                       | 25,480     | 29,502  | 46.3%      | 53.7%     |
| Harrogate                | 78.8%                       | 48,211     | 46,374  | 51.0%      | 49.0%     |
| Kingston upon Hull       | 62.9%                       | 36,709     | 76,646  | 32.4%      | 67.6%     |
| Kirklees                 | 70.8%                       | 98,485     | 118,759 | 45.3%      | 55.7%     |
| Leeds                    | 71.3                        | 194,863    | 192,474 | 50.3%      | 49.7%     |
| North East Lincolnshire  | 67.9%                       | 23,797     | 55,185  | 30.1%      | 69.9%     |
| North Lincolnshire       | 71.9%                       | 29,947     | 58,915  | 33.7%      | 66.3%     |
| Richmondshire            | 75.1%                       | 11,945     | 15,691  | 43.2%      | 56.8%     |
| Rotherham                | 69.5%                       | 44,115     | 93,272  | 32.1%      | 67.9%     |
| Ryedale                  | 77.2%                       | 14,340     | 17,710  | 44.7%      | 55.3%     |
| Scarborough              | 73.0%                       | 22,999     | 37,512  | 38.0%      | 62.0%     |
| Selby                    | 79.1%                       | 21,071     | 30,532  | 40.8%      | 59.2%     |
| Sheffield                | 67.3%                       | 130,735    | 136,018 | 49.0%      | 51.0%     |
| Wakefield                | 71.1%                       | 58,877     | 116,165 | 33.6%      | 66.4%     |
| York                     | 70.6%                       | 63,617     | 45,983  | 58.0%      | 42.0%     |

## Irlanda do Norte

Northern Ireland

| País constituinte | Comparecimento de eleitores | Votos      | Votos   | Proporção  | Proporção |
| País constituinte | Comparecimento de eleitores | Permanecer | Sair    | Permanecer | Sair      |
| ----------------- | --------------------------- | ---------- | ------- | ---------- | --------- |
| Irlanda do Norte  | 62.7%                       | 440,707    | 349,442 | 55,8%      | 44.2%     |

| Zona Eleitoral             | Comparecimento de eleitores | Votos      | Votos  | Proporção  | Proporção |
| Zona Eleitoral             | Comparecimento de eleitores | Permanecer | Sair   | Permanecer | Sair      |
| -------------------------- | --------------------------- | ---------- | ------ | ---------- | --------- |
| Belfast East               | 65.8%                       | 20,278     | 21,918 | 48.1%      | 51.9%     |
| Belfast North              | 57.5%                       | 20,128     | 19,844 | 50.4%      | 49.6%     |
| Belfast South              | 67.6%                       | 30,960     | 13,596 | 69.5%      | 30.5%     |
| Belfast West               | 48.9%                       | 23,099     | 8,092  | 74.1%      | 25.9%     |
| East Antrim                | 65.2%                       | 18,616     | 22,929 | 44.8%      | 55.2%     |
| East Londonderry           | 59.69%                      | 21,098     | 19,453 | 52.0%      | 48.0%     |
| Fermanagh and South Tyrone | 67.82%                      | 28,200     | 19,958 | 58.6%      | 41.4%     |
| Foyle                      | 57.4%                       | 32,064     | 8,905  | 78.26%     | 21.74%    |
| Lagan Valley               | 66.6%                       | 22,710     | 25,704 | 46.91%     | 53.09%    |
| Mid Ulster                 | 61.56%                      | 25,612     | 16,799 | 60.4%      | 39.6%     |
| Newry and Armagh           | 63.94%                      | 31,963     | 18,659 | 62.9%      | 37.1%     |
| North Antrim               | 64.9%                       | 18,782     | 30,938 | 37.8%      | 62.2%     |
| North Down                 | 67.7%                       | 23,131     | 21,046 | 52.4%      | 47.6%     |
| South Antrim               | 63.12%                      | 21,498     | 22,055 | 49.4%      | 50.6%     |
| South Down                 | 62.22%                      | 32,076     | 15,625 | 67.2%      | 32.8%     |
| Strangford                 | 64.5%                       | 18,727     | 23,383 | 44.5%      | 55.5%     |
| Upper Bann                 | 63.64%                      | 24,550     | 27,262 | 47.4%      | 52.6%     |
| West Tyrone                | 61.8%                       | 26,765     | 13,274 | 66.85%     | 33.15%    |

## País de Gales

Voting areas of Wales

| País constituinte | Comparecimento de eleitores | Votos      | Votos   | Proporção  | Proporção |
| País constituinte | Comparecimento de eleitores | Permanecer | Sair    | Permanecer | Sair      |
| ----------------- | --------------------------- | ---------- | ------- | ---------- | --------- |
| País de Gales     | 71,7%                       | 772.347    | 854.372 | 47,5%      | 52,5%     |

| Concílio                | Comparecimento de eleitores | Votos      | Votos  | Proporção  | Proporção |
| Concílio                | Comparecimento de eleitores | Permanecer | Sair   | Permanecer | Sair      |
| ----------------------- | --------------------------- | ---------- | ------ | ---------- | --------- |
| Anglesey                | 73.8%                       | 18,618     | 19,333 | 49.1%      | 50.9%     |
| Blaenau Gwent           | 68.1%                       | 13,215     | 23,587 | 38.0%      | 62.0%     |
| Bridgend County Borough | 71.1%                       | 33,723     | 40,622 | 45.4%      | 54.6%     |
| Caerphilly              | 70.7%                       | 39,178     | 53,295 | 42.4%      | 57.6%     |
| Cardiff                 | 69.6%                       | 101,788    | 67,816 | 60.0%      | 40.0%     |
| Carmarthenshire         | 74.0%                       | 47,654     | 55,381 | 46.3%      | 53.7%     |
| Cardiganshire           | 74.4%                       | 21,711     | 18,031 | 54.6%      | 45.4%     |
| Conwy                   | 71.7%                       | 30,147     | 35,357 | 46.0%      | 54.0%     |
| Denbighshire            | 69.1%                       | 23,955     | 28,117 | 46.0%      | 54.0%     |
| Flintshire              | 74.8%                       | 37,867     | 48,930 | 43.6%      | 56.4%     |
| Gwynedd                 | 72.3%                       | 35,517     | 25,665 | 58.1%      | 41.9%     |
| Merthyr Tydfil          | 67.4%                       | 12,574     | 16,291 | 43.6%      | 56.4%     |
| Monmouthshire           | 77.7%                       | 28,061     | 27,569 | 50.4%      | 49.6%     |
| Neath Port Talbot       | 71.5%                       | 32,651     | 43,001 | 43.2%      | 56.8%     |
| Newport                 | 70.2%                       | 32,413     | 41,326 | 44.0%      | 56.0%     |
| Pembrokeshire           | 74.4%                       | 29,367     | 39,155 | 42.9%      | 57.1%     |
| Powys                   | 77.0%                       | 36,762     | 42,707 | 46.3%      | 53.7%     |
| Rhondda Cynon Taf       | 67.4%                       | 53,973     | 62,590 | 46.3%      | 53.7%     |
| Swansea                 | 69.5%                       | 58,307     | 61,936 | 48.5%      | 51.5%     |
| Torfaen                 | 69.8%                       | 19,363     | 28,781 | 40.2%      | 59.8%     |
| Vale of Glamorgan       | 76.1%                       | 36,681     | 35,628 | 50.3%      | 49.1%     |
| Wrexham                 | 71.5%                       | 28,822     | 41,544 | 41.0%      | 59.0%     |